# Michális Maniás
Michális Maniás (grec moderne : Μιχάλης Μανιάς), né le 20 février 1990 à Rhodes en Grèce, est un footballeur grec. Il évolue actuellement au poste d'Attaquant.